# Nicefor Gorzeński
Nicefor Henryk Zachariasz Gorzeński herbu Nałęcz (ur. ok. 1754, zm. 10 czerwca 1839) – szambelan króla Stanisława Agusta Poniatowskiego od 1788, chorąży gnieźnieński od 1791.

## Życiorys
Był synem Franciszka i Anny z Deręgowskich. Miał pięciu braci: Tymoteusza (1743–1825), arcybiskupa metropolitę gnieźnieńskiego i prymasa Polski, Makarego, kasztelana kamieńskiego, Leona, szambelana króla Stanisława Augusta Poniatowskiego, kapitana wojsk francuskich, Feliksa, pułkownika wojsk królewskich i Piotra Antoniego, przeora Cystersów w Mogile.
Był szambelanem króla Stanisława Augusta Poniatowskiego w 1788. 30 maja 1789 został komisarzem Sejmu Czteroletniego z powiatu kaliskiego województwa kaliskiego do szacowania intrat dóbr ziemskich. Był posłem województwa kaliskiego na Sejm Czteroletni w 1790, członkiem Zgromadzenia Przyjaciół Konstytucji Rządowej, chorążym gnieźnieńskim w 1791, a w czasie insurekcji kościuszkowskiej pełnomocnikiem-zastępcą Rady Najwyższej Narodowej w gnieźnieńskiem.
W 1792 roku został kawalerem Orderu Świętego Stanisława.
Wiele miejsca Gorzeńskiemu w swoich pamiętnikach poświęcił Adam Turno. Wskazywał m.in. na jego dobry sposób gospodarowania. Był wykonawcą woli testamentalnej Augustyna Gorzeńskiego, a po śmierci Kazimierza Turno pełnił kuratelę nad majątkiem nieletnich Turnów.

## Życie prywatne
Ożenił się z Konstancją z Sołtyków herbu Sołtyk (zm. 8 maja 1826), córką kasztelana warszawskiego Macieja Sołtyka, bratanicą biskupa krakowskiego, Kajetana Sołtyka. Z tego małżeństwa miał syna Józefa Feliksa Stanisława.